# Серёжчатый журавль
Серёжчатый журавль (лат. Grus carunculata) — крупная птица семейства журавлиных. Обитает в Западной и Южной Африке. Своё название получил благодаря уникальным среди журавлей «серёжкам» — двум длинным кожистым отростам под подбородком, покрытых мелкими перьями. Совокупная популяция насчитывает около 8 тыс. птиц.

## Описание
Один из самых крупных журавлей (второй после индийского), его рост достигает 172 см, а вес 7.8 кг. Оперение спины и крыльев пепельно-серое. Перья на темени тёмные сине-серые; в остальной части головы, на серёжках, шее и передней части туловища белые. Вокруг клюва до глаз видны участки голой красной сильно сморщенной кожи. Клюв длинный, бурого цвета. Маховые перья первого и второго порядков, кроющие перья хвоста, а также плечи чёрные. Ноги также чёрные. Половой диморфизм (видимые различия между самцом и самкой) не выражен, хотя в паре самцы выглядят несколько крупнее. У молодых птиц оперение рыжевато-бурое, голые участки кожи на голове отсутствуют, а серёжки выражены слабо.
Подвидов не образует. Одно время вид считали единственным представителем монотипичного рода Bugeranus.

## Распространение
Различают три основные популяции этих птиц. Подавляющее большинство обитает в странах Южной и Центральной Африки — Анголе, Ботсване, Заире, Замбии, Зимбабве, Малави, Мозамбике, Намибии и Танзании. Небольшая изолированная от других птиц популяция обитает в высокогорье Эфиопии. Несколько сотен птиц живут изолированно в ЮАР. Наибольшая концентрация (более половины всех журавлей) отмечена в Замбии в Национальном парке Кафуэ, а самое большое скопление этих птиц наблюдается в дельте реки Окаванго в Ботсване.

## Образ жизни
Из шести видов журавлей, обитающих в Африке, серёжчатый журавль наиболее зависим от наличия заболоченных земель, на которых он кормится и гнездится. Излюбленным местом этих птиц остаются болотистые берега крупных африканских рек, таких как Замбези и Окаванго, однако они встречаются и на возвышенностях в пределах ареала.
В Южно-Африканской республике, Малави и частично Зимбабве серёжчатые журавли круглогодично обитают в гористой местности вокруг небольших непересыхающих болотец. Популяция, обитающая в Эфиопии, немного менее привязана к болотистым землям и использует их в основном во время влажного сезона для выводка птенцов. В остальное время они кочуют в пределах ареала — их можно встретить во влажных и горных лугах, саваннах, вокруг небольших озёр и в долинах рек.

## Размножение
Размножаются серёжчатые журавли главным образом в болотистой местности, при этом сторонятся людей. Строго охраняют свою территорию, которая может составлять более 1 км². Гнёзда обычно строятся на открытой поросшей травой местности или посреди осоковых болот с глубиной воды до 1 м и представляют собой высокую хорошо утрамбованную кучу осоки или другой болотной травы.
Репродуктивность крайне низкая — меньше, чем у других видов журавлей. Самка обычно откладывает только одно яйцо, реже два. В любом случае как правило выживает только один птенец. Инкубационный период составляет 33—36 дней, что является рекордом по продолжительности среди всех видов журавлей. Птенцы становятся на крыло через 90-130 дней.

## Питание
Основу питания серёжчатого журавля составляют корневища и клубни полупогружённых в воду растений, таких как циперус (Cyperus) и болотница (Eleocharis), а также кувшинки (Nymphaea).  На возвышенностях они употребляют в пищу зерно, семена трав, насекомых. И можно встретить кормящихся на сельскохозяйственных угодьях.